# Niccolò Piccinni
Niccolò Vito Piccinni (Bari, 1728. január 16. – Passy, 1800. május 7.) XVIII. századi olasz zeneszerző, korának egyik legnépszerűbb operakomponistája. Cimarosa és Paisiello mellett ő uralta korának olasz opera színpadait.

## Élete
1728-ban született Bariban. Zenei tanulmányait a nápolyi S. Onofrio konzervatóriumban végezte, ahol Leonardo Leo és Francesco Durante tanítványa, valamint Pasquale Anfossi diáktársa volt. 1754-ben mutatták be első operáját Donne dispettose címmel. Négy év múlva állt elő egy újabb színpadi művel az Alexandre aux Indes című opera seriával. Operái sikerei után Rómába költözött. Ott megismerkedett Carlo Goldonival, akivel több közös munkájuk is volt, többek között a La Cecchina, ossia la buona figliuola, amely a 18. század egyik legsikeresebb opera buffája volt. 1756-ban megnősült, feleségül vette Vincenza Sibilla énekesnőt.
1776-ban meghívást kapott a párizsi királyi udvarba, ahol Maria-Antoinette zenetanára lett, valamint kinevezték az olasz színház igazgatójává is. Párizsban eleinte elsősorban írásaiban kísérte figyelemmel az ottani opera életet, majd 1778-ban megkomponálta első francia operáját a Roland-t, amivel egy csapásra hírnevet szerzett magának Franciaországban is. Párizsban lehetősége volt megismerkednie több más korabeli komponistával is, és hamar riválisa is akadt Christoph Willibald Gluck személyében.
Gluck 1773-ban költözött Párizsba és gyakorlatilag az első párizsi opera bemutatójával már nagy port kavart fel. Korábban a buffonista harc osztotta meg a város zeneművészeit, az 1770-es években pedig a Gluck- és Piccinni-pártiak csaptak össze. Gluckot a megújított francia hagyományok hívei, Piccinnit az olasz opera védelmezői támogatták. Az enciklopédisták ekkor is állást foglaltak a vitában, és Piccinnit támogatták. A rivalizálás akkor élesedett igazán ki, amikor mindkét zeneszerző ugyanazt a témát kapta megzenésítésre: Iphigénia Tauriszban. Gluck 1779-ben már színre vitette darabját, míg Piccinni csak két évvel később jelentkezett saját operájával. Ezzel a harc gyakorlatilag a Gluck-pártiak javára dőlt el. A viták lecsendesedéséhez ezenkívül az is hozzájárulhatott, hogy Gluck még 1779-ben elhagyta Párizst, Piccinni viszont maradt.
1783-ban mutatták be Didon című operáját, amely a legsikeresebb Piccinni-darab lett Franciaországban. A szerzőnek még ugyanabban az évben sikerült megállapodnia a nyugdíjaztatásáról a francia udvarral. Operaszerzőként ezután is tovább működött, de a következő évek életének válságos periódusát hozták el. Két komoly riválissal is szembe kellett néznie Antonio Sacchini és Antonio Salieri személyében. Piccinni több darabja is megbukott, vagy legalábbis igen langyos fogadtatásban részesült. Különösen nagy bukás volt az 1785-ben bemutatott Pénélope. Néhány meglehetősen monoton és unalmas esztendő után kitört a francia forradalom 1789-ben.
1791-ben megvonták a nyugdíját, aztán mivel a lánya egy jakobinus politikushoz ment feleségül, nemsokára börtönbe is zárták. Miután kiszabadult, visszautazott Itáliába. Nápoly, majd Velence városában töltött el egy kis időt. Velencében bemutatták egy új operáját is Griselda címmel. Aztán 1798-ban visszatért Párizsba, ahol kinevezték a konzervatórium egyik vezetőjévé. Egészsége azonban már annyira megromlott, hogy nem tudta ténylegesen is betölteni az állást. Két év múlva halt meg.

## Munkássága
Bár számos opera seria komponálása is a nevéhez fűződik, Piccinni a vígopera terén alkotott igazán nagyot és maradandót. A nem tragikus darabokban sokkal személyesebb és erőteljesebb művész volt. Opera seriáiban szónokian és konvencionálisan fejezte ki azt, amit mélyen nem tudott átélni. Alkotói pályáját két korszakra lehet osztani. Az első korszak Buona figliuola című vígoperával tetőzött és bár bővelkedett sikerekben, nagyon ellentmondásos megítélést hozott a mesternek. A következő korszak a küzdelmek időszaka, amikor számos riválisa akadt, akikkel szemben bizonyítani kellett rátermettségét. Ez a második alkotói korszaka már sokkal már sokkal kifinomultabb és esztétikailag is sokkal magasabb szintű műveket eredményezett.
A Piccinni legjobb művének tartott La Cecchina ossia La buona figliuola a 18 század egyik legsikeresebb vígoperája volt. A darab mérföldkő az operatörténetben. Az opera buffa seria elemekkel gazdagodik a történetben. Összekapcsolódik a komikum és a polgári érzelmes dráma. A felvonás végek rondó formát öltenek, ez is jellemző lesz a következő évek vígoperáira. A mű librettóját Goldoni Samuel Richardson Pamelája nyomán írta. A regényt már korábban is feldolgozta próza színdarab formájában. Goldoni librettója Pamelát Cecchinává redukálta. Ezáltal csökkentette belső egységét, az egész vígjáték jelentőségét. Ennek ellenére Piccinni mégis képes volt egy zeneileg remekül jellemzett főszereplőt megalkotni, akit többször is drámai jelenetek középpontjába tudott állítani. Cecchina áriáinak szövege érzelmileg sekélyes. Ez nagyrészt annak köszönhető, hogy Goldoni nagy sietséggel csapta össze a szövegkönyvet. Piccinni zsenialitását mutatja, hogy a komponista képes volt megérezni a Cecchina drámáját és azt igen eredeti zenei megformáltságot tudta így önteni
Tragikus tárgyú operáiból emeljük az Iphigénie en Tauride címűt, amely versenydarabként párhuzamosan készült Gluck azonos című operájával. A párizsi Académie Royale de Musique bízta meg mind a két zeneszerzőt a téma feldolgozásával, de a két komponista nem dolgozott azonos szövegkönyvvel. Piccinni darabja a francia tragédie lyrique stílusát olasz melodikával kapcsolta össze. A darab a korabeli olasz operákkal szemben színesebb hangszerelésű, a kórusnak nagyobb jelentőséget tulajdonít és a recitativók is alaposabban ki vannak benne dolgozva.

## Operái
- Le donne dispettose, 1754
- Il curioso del suo proprio danno, 1755-6
- Le gelosie, 1755
- Zenobia, 1756
- Mitteti, 1757
- L'amante ridicolo, 1757
- La schiava seria, 1757
- Caio Mario, 1757
- Alessandro nelle Indie, 1758
- Madama Arrighetta, 1758
- La scaltra letterata, 1758
- Gli uccellatori, 1758
- Ciro riconosciuto, 1759
- Siroe re di Persia, 1759
- La Cecchina ossia La buona figliuola, 1760
- L'Origille, 1760
- La canterina, 1760
- La furba burlata, 1760
- Il re pastore, 1760
- Le beffe giovanili, 1760
- Le vicende della sorte, 1761
- La schiavitù per amore, 1761
- Olimpiade, 1761
- Demofoonte, 1761
- La buona figliuola maritata, 1761
- L'astuto balordo, 1761
- L'astuto balordo, 1761
- L'astrologa, 1761-2
- Le avventure di Ridolfo, 1762
- Artaserse, 1762
- La bella verità, 1762
- Antigono, 1762
- Il cavalier parigino, 1762
- Il cavaliere per amore, 1762
- Amor senza malizia, 1762
- Le donne vendicate, 1763
- Le contadine bizzarre, 1763
- Gli stravaganti, ossia La schiava riconosciuta, 1764
- La villeggiatura, 1764, Bologna)
- Il parrucchiere, 1764)
- L'incognita perseguita, 1764
- L'equivoco, 1764
- La donna vana, 1764
- Il nuovo Orlando, 1764
- Il barone di Torreforte, 1765
- Il finto astrologo, 1765
- L'orfana insidiata, 1765
- La pescatrice, ovvero L'erede riconosciuta, 1766
- La baronessa di Montecupo, 1766
- L'incostante, 1766
- La fiammetta generosa, 1766
- La molinarella, 1766
- Il gran Cid, 1766
- La francese maligna, 1766-7
- La notte critica, 1767
- La finta baronessa, 1767
- La direttrice prudente, 1767
- Mazzina, Acetone e Dindimento, 1767
- Olimpiade, 1768
- Li napoletani in America, 1768
- Lo sposo burlato, 1769
- L'innocenza riconosciuta, 1769
- La finta ciarlatana, ossia Il vecchio credulo, 1769
- Demetrio, 1769
- Gli sposi perseguitati, 1769
- Didone abbandonata, 1770
- Cesare in Egitto, 1770
- La donna di spirito, 1770
- Il regno della luna, 1770
- Gelosia per gelosia, 1770
- L'olandese in Italia, 1770
- Catone in Utica, 1770
- Don Chisciotte, 1770
- Il finto pazzo per amore, 1770
- Le finte gemelle, 1771
- La donna de bell'umore, 1771
- La corsara, 1771
- L'americano, 1772
- L'astratto, ovvero il giocator fortunato, 1772
- Gli amanti dispersi, 1772
- Le trame zingaresche, 1772
- Ipermestra, 1772
- Scipione in Cartagena, 1772
- La sposa collerica, 1773
- Il vagabondo fortunato, 1773
- Le quattro nazioni, o La vedova scaltra, 1773
- Alessadro nelle Indie, 1774
- Gli amanti mascherati, 1774
- L'ignorante astuto, 1775
- Enea in Cuma, 1775
- I viaggiatori, 1775
- Il sordo, 1775
- La contessina, 1775
- La capricciosa, 1776
- Radamisto, 1776
- Vittorina, 1777
- Roland, 1778
- Phaon, 1778
- Il vago disprezzato, 1779
- Atys, 1780
- Iphigénie en Tauride, 1781
- Adéle de Ponthieu, 1781
- Didon, 1783
- Le dormeur éveillé, 1783
- Le faux lord, 1783
- Diane et Endymion, 1784
- Lucette, 1784
- Pénélope, 1785
- Clytemnestre, 1787
- La serva onorata, 1792
- Le trame in maschera, 1793
- Ercole al Termedonte, 1793
- La Griselda, 1793
- Il servo padrone, ossia L'amor perfetto, 1794
- I Decemviri, ?
- Il finto turco, ?

## Fordítás
- Ez a szócikk részben vagy egészben  a   Niccolò Piccinni című francia Wikipédia-szócikk fordításán alapul.  Az eredeti cikk szerkesztőit annak laptörténete sorolja fel. Ez a jelzés csupán a megfogalmazás eredetét és a szerzői jogokat jelzi, nem szolgál a cikkben szereplő információk forrásmegjelöléseként.